# Zelimxan Yaqub
Zəlimxan Yaqub (em azeri:  Yaqubov Zəlimxan Yusif oğlu; 21 de janeiro de 1950 – Bacu, 9 de janeiro de 2016) — foi um poeta azerbaijanês, deputado da Assembleia Nacional do Azerbaijão de 1995 a 2005.